# Thymoites prolatus
Thymoites prolatus là một loài nhện trong họ Theridiidae.
Loài này thuộc chi Thymoites. Thymoites prolatus được Herbert Walter Levi miêu tả năm 1959.